# 清貧譚
「清貧譚」（せいひんたん）は、太宰治の短編小説。

## 概要
| 初出     | 『新潮』1941年1月号                   |
| 単行本   | 『千代女』（筑摩書房、1941年8月25日） |
| 執筆時期 | 下記参照                              |
| 原稿用紙 | 25枚                                  |

門人の小山清が著した「風貌――太宰治のこと――」という文章に次のような一節がある。「私が初めて太宰さんを三鷹の家に訪ねたのは、太宰さんが甲府から三鷹へ移つた翌年で、昭和十五年の十一月の中旬であつた。（中略） その日太宰さんの机の上には、田中貢太郎訳の『聊斎志異』の原文の箇所がひらかれてあつた。翻訳をしてゐるのかと問ふと、翻案をしてゐるといふ答だつた。翻案といふ言葉は使はなかつたが。『黄英』に取材した『清貧譚』を執筆されてゐたのである」
太宰は新潟高等学校で講演をするために、1940年（昭和15年）11月15日に上野駅を発っている。本作品は同日までに脱稿したものと推定される。
前述の『聊斎志異』（北隆堂書店、1929年11月10日、田中貢太郎訳・公田連太郎註）は、もともと妻の美知子の愛読書であり、美知子が1939年（昭和14年）1月に太宰と結婚した際に持参したものの一つであった。なお太宰は同書をもとに『竹青』（『文藝』1945年4月号掲載）という短編も書いている。